# 围剿洪国顺
围剿洪国顺，亦称贵池剿匪，是指中国共产党安徽省池州地方政府在第二次国共内战后期，于1949年6月开始，至同年10月为止，消灭中华民国政府在池州残余军事力量及土匪的一次军事行动，是全国大剿匪的一部分。它与同期开始的镇压反革命运动彻底消灭了中华民国政府在池州的残余軍事力量，肃清了池州境内反对中共政府的武装势力，巩固了中共在池州地方的统治。

## 背景
1949年下半年，第二次国共内战进入尾声，中华民国政府在军事上节节败退，中共政权逐渐占据中国大陆大部。1949年5月1日，贵池县人民政府成立。
1949年5月上旬，原中华民国贵池县丁香树（今池州市石台县丁香镇）土匪、青帮头目洪国顺向中国人民解放军投降，并上交陈旧的武器。进入6月，贵池县境内的中华民国国军残留势力、土匪、会道门开始继续进行对中共地方政府的破坏活动。其原因是：
- 由于连日暴雨，长江堤防失修，导致贵池县沿江各圩口溃破，百姓流离失所，导致社会不稳定；
- 中国人民解放军继续向南进军，导致贵池县及周边地区兵力严重不足，装备陈旧；
- 人民政府因生产救灾工作，无暇对国民党残留势力镇压。

洪国顺看准时机，于6月15日纠集陈鼎彝（原贵池县梅街恶霸）、郝斯龙（与洪国顺同乡，曾任国民党潜山、宿松县党部委员，东流县军法承审员）等原土匪头目进行秘密聚会，宣布建立“中国人民自济军贵至东祁石边区游击指挥部”，建立秘密结社政权，与中共对抗。洪国顺任总指挥，下辖第一、三、五大队。总指挥部下辖秘书室、参谋室、副官室、政工室。洪国顺宣称：“第三次世界大战爆发了，国民党反攻了，共军失败了，别的地方共军已被国军消灭了，就剩下这么小一块地方，兔子的尾巴长不了了。”“共产党收集粮食，要逃跑了。”

## 战斗过程
起初，洪国顺只在丁香胡村一带活动，使当地人民不得正常生产劳作。6月30日晚上，洪国顺公开武装叛乱。

### 初期

#### 组织叛乱，为害一方
6月30日晚上，洪国顺率领武装攻打至德县第二区区公所（驻葛公乡）。因区长在县城开会，区公所里只有民兵团长王平。王平及当地驻军因寡不敌众而全部阵亡。洪国顺军掠走3把枪械，以及步枪子弹、炮弹和1台电话机。7月8日，洪国顺听说贵池县小河口区区长到县城开会，区公所里只有几个人驻守的消息后，当天下午立即进攻小河区区公所。战斗一直持续到深夜，小河口区驻守人员全部撤离，洪国顺遂开枪打死区公所内3名电话员和通讯员，并杀死1名当地居民，夺走子弹、手榴弹等武器，并带走大量粮食及军衣、毛毯、食盐等物资。7月29日，洪国顺派遣第七大队长黄国隆率领所辖全队人员攻打吴田乡（今贵池区唐田镇吴田居委会），大肆洗劫。8月初，又攻下贵池县横渡区区公所，杀害驻军5人，并抢掠1挺马克沁机枪。此后，洪国顺攻下贵池县刘街乡、灌口乡，并杀害当地官员。

#### 改编组织，自封少将
8月中旬，洪国顺召开“中国人民自救军第一次军政联席会议”，将“中国人民自济军贵至东祁石边区游击指挥部”改编为“中国人民自济军池徽边区游击指挥部”，洪国顺自称少将，所下辖的室改为处，封陈鼎彝为上校兼军事顾问，郝斯龙为上校兼参谋长。洪国顺还设立军法处，专门惩治那些不接受其领导的成员。直至8月中旬，洪国顺辖13个大队、6个中队和1个挺进大队，拥有兵力2,000余人。洪国顺还在小河乡乡公所建立“贵池县小河口区公所”，自称区长，控制池州境内20乡172保，同时任命各头目为乡长，在各乡设立情报点，还派一名特务潜入贵池县邮局侦查情报。
受洪国顺影响，东流、至德两县县城内居民开始逃跑。洪国顺还和周边其他青帮、土匪和中华民国国军残留势力呼应。

### 后期
1949年9月1日，洪国顺占领贵池县白洋区公所（今里山街道白洋村），并宣称“光复中华民国”、“打下池州过中秋”。同日，中国人民解放军华东军区第二十五军第七十四师第二二一团（驻池州）、第二二二团（驻徽州）和池州军分区独立团开始对洪国顺武装开始围攻。

#### 优势围攻，军事清剿
中国人民解放军兵分两路，进攻洪国顺驻地丁香树：
- 一路部队在牌楼街头遭到洪国顺所辖第四、第六大队埋伏，有4名军人被杀，但迅速将洪国顺四、六大队部分击溃，进而在小河区歼灭洪国顺所辖第八大队。
- 一路部队先剿灭青阳县境内吴一飞的大刀会势力，向横渡进攻。吴一飞被击溃后，加入洪国顺的武装。[2]洪国顺调集其第六、第九、第十大队，由汪湘涛率领，猛烈抵挡解放军进攻，封锁道路上的石桥。

两路部队在丁香树会师后，派1个尖刀班为先锋部队，冒着洪国顺强大的火力猛攻石桥，最终压制了洪国顺武装的火力点，洪国顺所辖第一、二、三、五、六、七、八、十和挺进中队全数被歼灭。9月14日，洪国顺撤退至丁香树继续抵抗。

#### 跟踪追击，搜捕散匪
9月14日以后，洪国顺只好撤退至池州、徽州交界的山区负隅顽抗。他们被迫分散为几个小组躲避解放军的进攻，但都被解放军击溃。中共方面组织当地群众武装自卫，与军队共同抵挡土匪的反抗。
9月下旬的一天，当地居民向解放军报告称，洪国顺及其次子洪泽江躲在一个山坳里。解放军立刻派一个班追捕。当时，洪泽江正在做饭，洪国顺躺在地上睡觉。侦查队员到达山坳后，穿过草丛靠近洪国顺与其打斗。洪国顺身强力壮，将侦查队员甩下山崖，自己逃往别处，而洪泽江被解放军逮捕。

#### 步步为营，追捕匪首
10月后，由于洪国顺武装陷入重重包围，交通断绝，补给困难；再加上解放军的政治宣传、副司令郝斯龙在10月22日被活捉，使洪国顺武装内部开始分化。因此有数百名成员投降解放军。洪国顺只好四处逃窜，活动在山洞里，让其妻送饭。 解放军数次寻找其下落，但未果。10月27日，属下徐少基投降解放军。他告诉解放军，洪国顺躲在莘田乡东庄保洪家大院。10月28日，中国人民解放军侦察员发现洪国顺的妻子给洪国顺送饭。解放军立即派出二十多人于当日下午9时包围洪家大院，将洪国顺击杀。

## 后续
洪国顺被击毙，标志着皖南最大的土匪武装宣告覆灭。贵池县人民政府县长李绍基得知洪国顺被击杀后大喜，决定将洪国顺暴尸于殷汇镇三日，并将其照片放大后向贵池县各乡镇示众，使当地人民大为欢呼，提高了生产的积极性。《解放日报》《皖南日报》《皖北日报》都对此报道。
陈鼎彝在洪国顺被击毙之后，于1949年11月初再次进攻贵池县牌楼镇，企图抢劫枪支继续暴乱，不久被当地驻军击溃，陈被迫投降。不久被押送至贵池县城枪决。洪国顺在贵池境内的残留势力直至1949年12月6日才被消灭。洪国顺属下孙干率领第十二大队“沿江纵队”和大龙山土匪武装“反共人民自卫军”继续在怀宁县三桥区活动，至1952年3月才被当地解放军部队抓获，并押送至安庆市区判处死刑。其属下吴一飞在洪国顺被击杀后，逃亡芜湖继续进行反革命活动，1950年9月21日吴一飞在宁国县被警方逮捕，1951年3月被贵池县人民法院判处死刑。